# Sokol selec
Sokol selec (znanstveno ime Falco peregrinus) je ptič iz družine sokolov.

## Opis
Sokol selec je srednje velik sokol s prišiljenimi perutmi in kratkim repom, ki leti izjemno hitro in je v strmoglavem letu najhitrejše živo bitje na Zemlji (najvišje izmerjene hitrosti presegajo 320 km/h). Leti z upognjenimi perutnicami in hitro zamahuje s krili, vmes pa kratkotrajno drsi skozi zrak. Najvišja hitrost v horizontalnem letu lahko preseže 200 km/h.
Selec zraste do 48 cm in ima razpon peruti do 1 m. Samci so, kot pri veliko ujedah manjši od samic in tehtajo 570–700 gramov, samice pa lahko presežejo težo enega kilograma.
Po zgornji strani telesa je sokol selec temno sive barve, ki se na mestih preliva v črno, po spodnji strani pa imajo rjavkaste proge na beli podlagi. Mladiči so po spodnji strani bolj enovito rjave barve, pa tudi po zgornji strani telesa prevladuje ta barvni odtenek. Barvne sheme se ločijo tudi glede na okolje, v katerem prebivajo in niso vedno enake. Odrasle ptice imajo rumeno obrobljene temne oči, pa tudi kremplji, s katerimi zgrabi plen, so živo rumene barve.

## Razširjenost
Sokol selec je ena najbolj razširjenih ujed na svetu, saj ga je najti skoraj povsod, celo na tihomorskih otokih. Njegov življenjski prostor so odprte krajine, stepe, polpuščave, svetli, redki gozdovi, tundre in gorski svet. Ime izvira iz dejstva, da ptice skrajnega severa in juga pogosto prepotujejo velike razdalje in prezimujejo v toplejšem okolju.
Hrani se skoraj izključno s pticami do velikosti rac, ki jih lovi v letu in zasleduje z veliko hitrostjo. Pogosto pa svoj plen na tleh ujame s strmoglavim napadom.
Gnezdi enkrat letno marca in aprila v gnezdu na drevesu ali v skalovju.